# Les Billaux
Les Billaux is een gemeente in het Franse departement Gironde (regio Nouvelle-Aquitaine). De plaats maakt deel uit van het arrondissement Libourne. Les Billaux telde op 1 januari 2022 1.163 inwoners.

## Geografie
De oppervlakte van Les Billaux bedroeg op 1 januari 2022 6,26 vierkante kilometer; de bevolkingsdichtheid was toen 185,8 inwoners per km².

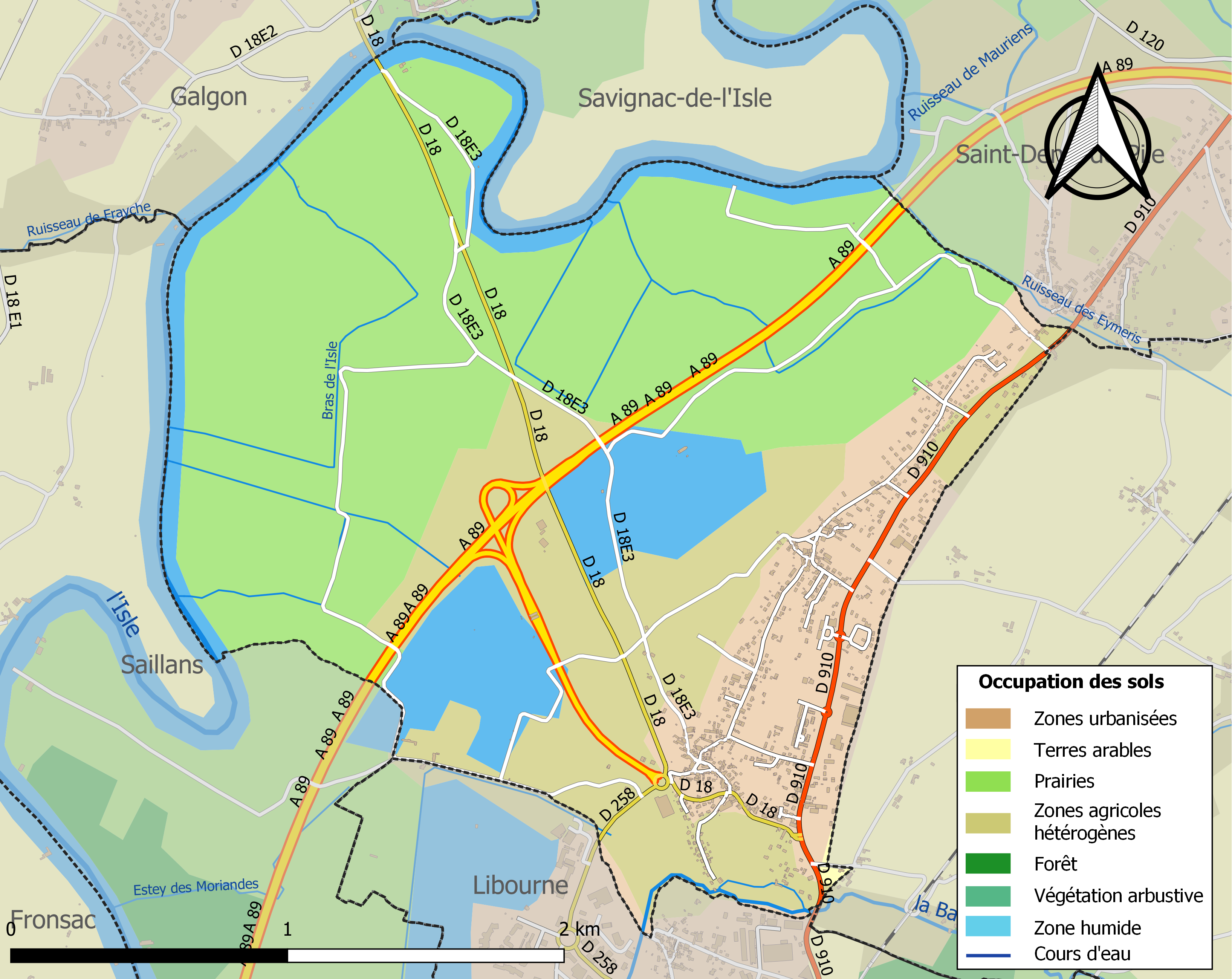
Kaart van de gemeente met belangrijkste infrastructuur, bodemgebruik en omliggende gemeenten

## Demografie
Onderstaande figuur toont het verloop van het inwonertal (bron: INSEE-tellingen).